# بیندر (خنتی)
بیندر (به لاتین: Binder) یک منطقهٔ مسکونی در مغولستان است که در استان خنتی واقع شده‌است. بیندر ۵٬۳۸۶ کیلومتر مربع مساحت دارد.